# Paul Arnold Walty
Paul Arnold Walty (Aarburg, 5 gennaio 1881 – Lugano, 1969) è stato un calciatore svizzero, di ruolo mediano.
Un giornalista sportivo di quel periodo lo descrisse così:
(La Stampa Sportiva)

## Carriera
Paul Arnold Walty fu un giocatore svizzero della Juventus e del Milan. Con il Milan collezionò 4 presenze in tre anni senza realizzare reti.  Fece il suo esordio nella Juventus contro l'US Milanese il 5 marzo 1905 in una vittoria per 3-0 mentre la sua ultima partita fu nel medesimo anno il 2 aprile contro il Genoa in un pareggio per 1-1. Collezionò in maglia bianconera solo quattro presenze che però gli permisero di laurearsi campione d'Italia nel 1905.

## Statistiche

### Presenze e reti nei club
| Stagione  | Club     | Campionato | Campionato | Campionato | Campionato |
| Stagione  | Club     | Comp       | Pres       | Reti       |            |
| --------- | -------- | ---------- | ---------- | ---------- | ---------- |
| 1904-1905 | Juventus | PC         | 4          | 0          |            |
| Totale    | Totale   | Totale     | 4          | 0          |            |

## Palmarès

### Calciatore

#### Club

##### Competizioni nazionali
- Campionato italiano: 1

Juventus: 1905